# Espejo retrovisor

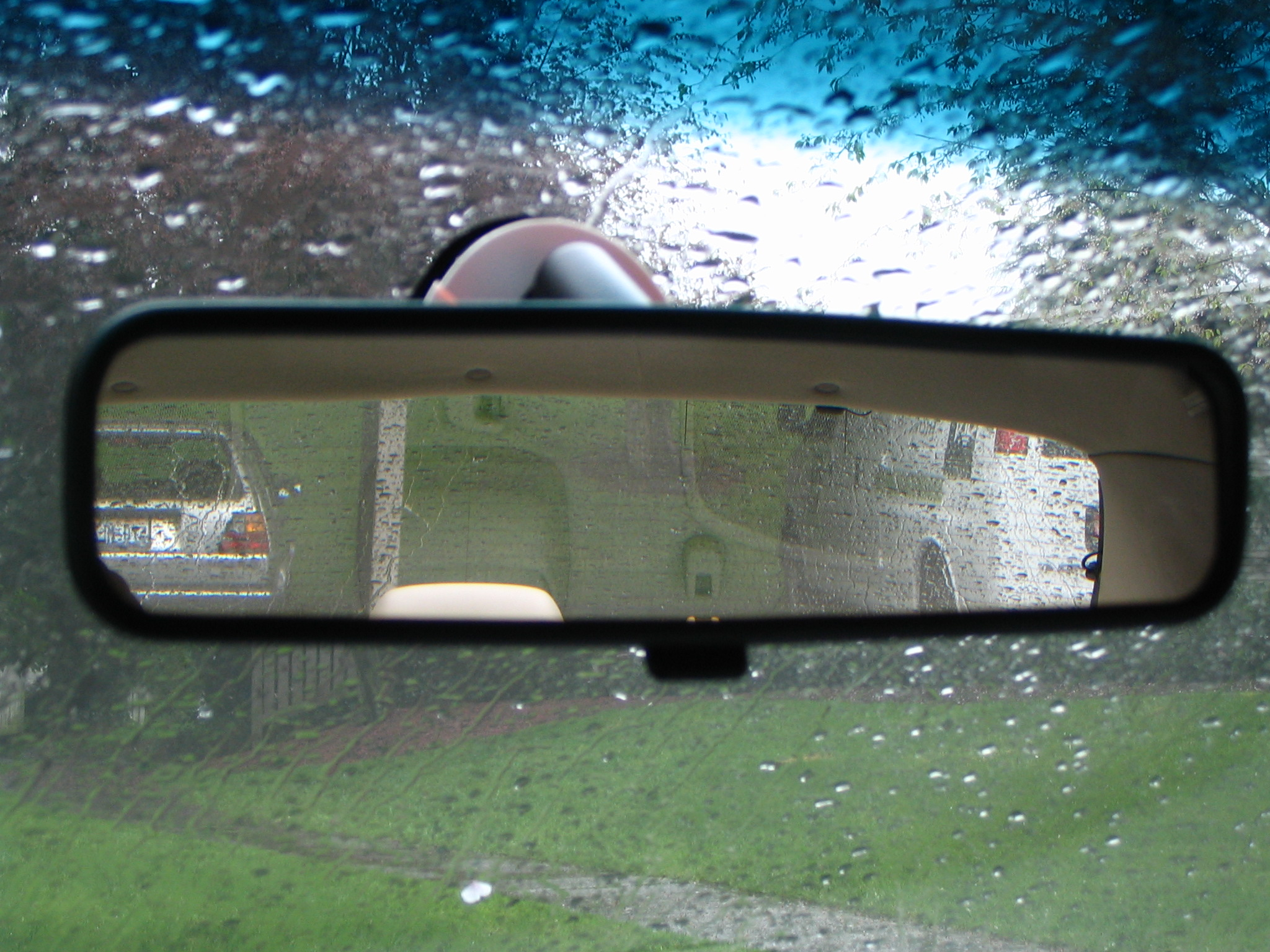
Espejo retrovisor de un Mazda 626. Muestra los vehículos estacionados en su parte posterior.

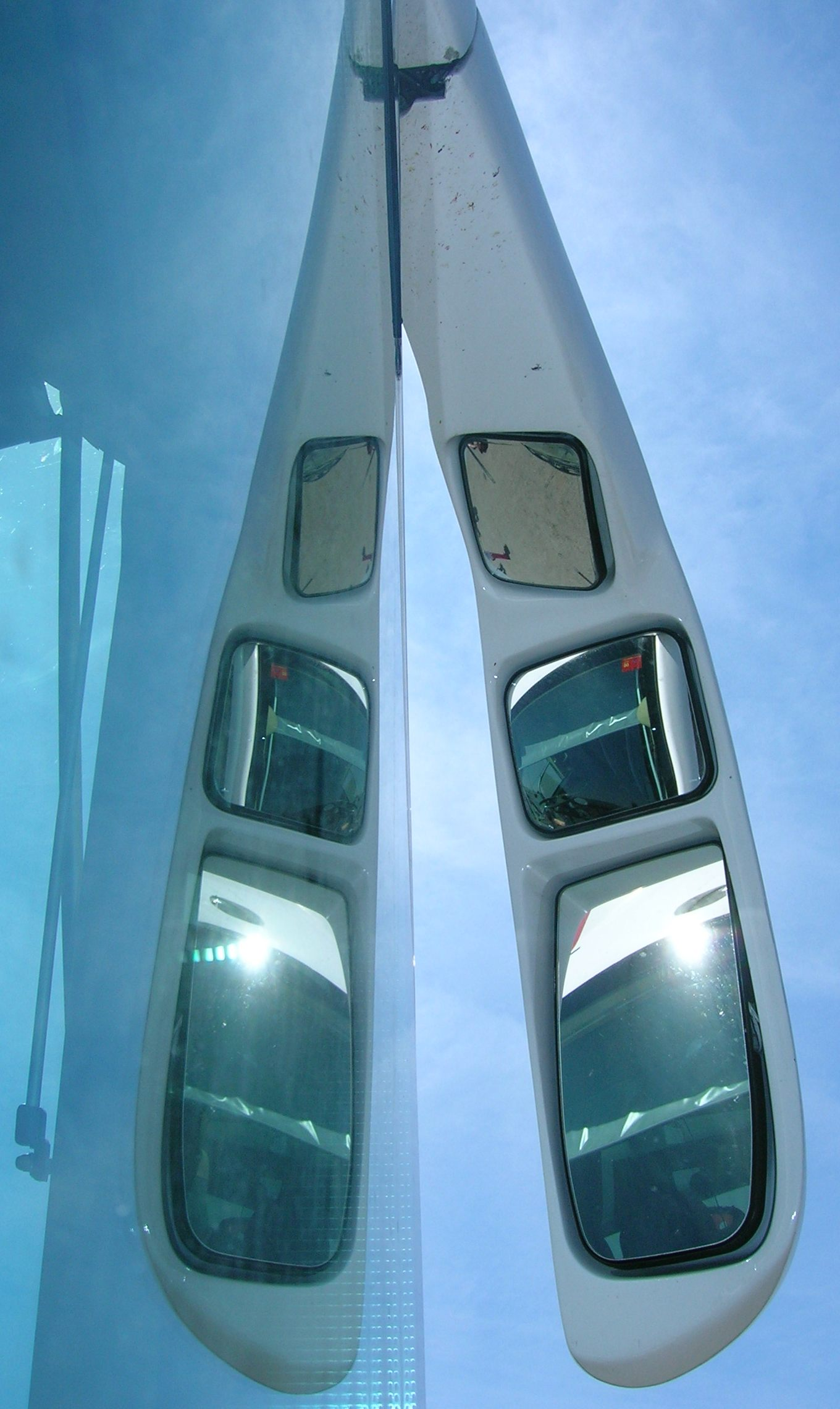
Espejo triple en un autobús Irizar Eurorider.

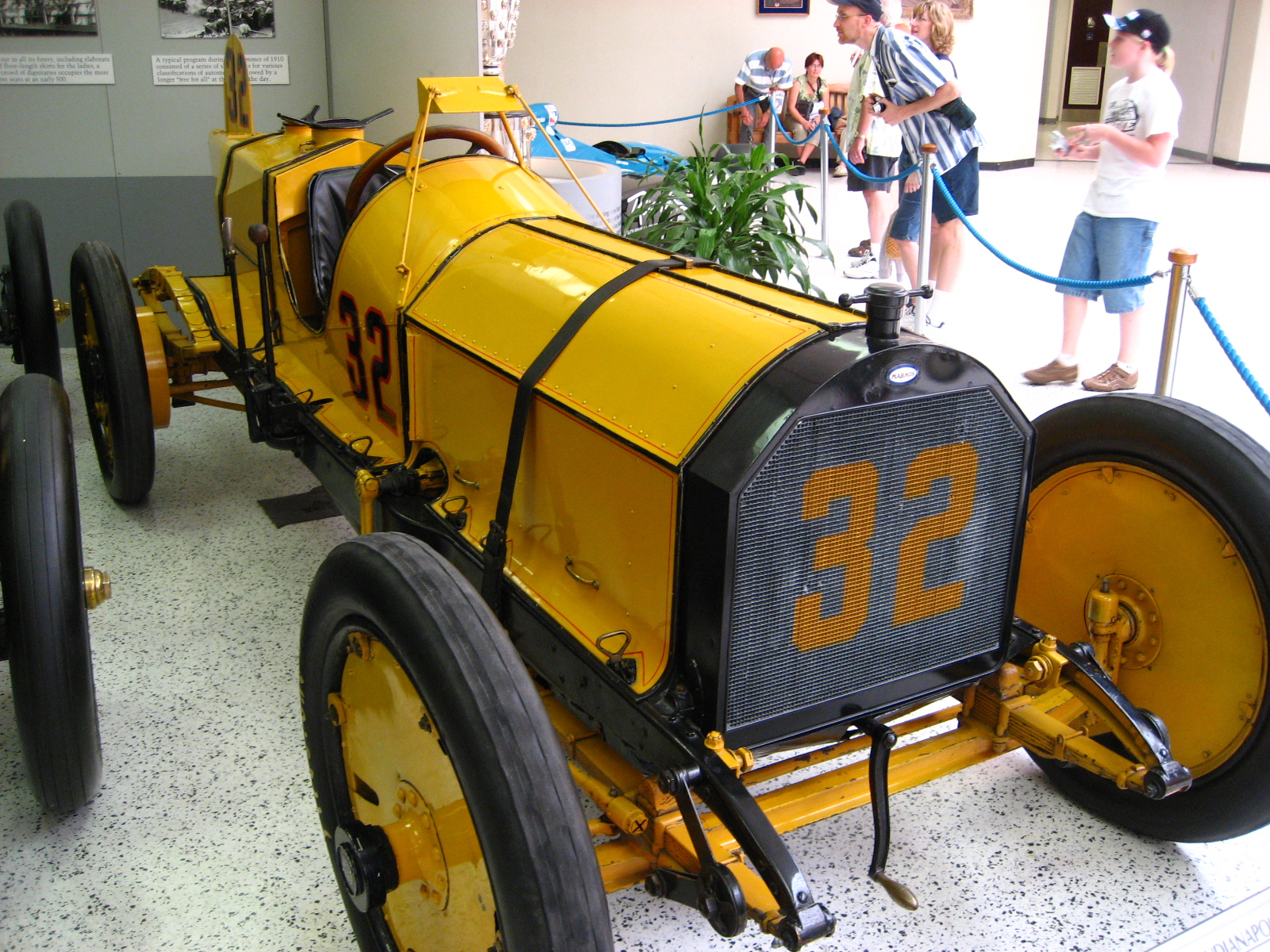
La "Avispa" Marmon de Ray Harroun con su espejo retrovisor montado en un armazón sobre el auto. Salón de la Fama del Museo de Indianapolis Motor Speedway.

Un espejo retrovisor es un tipo funcional de espejo que poseen los automóviles y otros vehículos, diseñados para permitir al conductor ver el área que se encuentra detrás del vehículo a través de la ventana posterior.
Los espejos retrovisores a veces se confunden con los espejos laterales, un tipo diferente de espejos sobre los laterales izquierdo y derecho de muchos vehículos modernos. Si bien este tipo de espejos miran hacia atrás, su propósito es mostrarle al conductor el estado del tráfico a la derecha y a la izquierda del automóvil. La legislación exige específicamente que los espejos retrovisores internos y el espejo lateral del lado del conductor no tengan magnificación (aumento) y, por lo tanto, son convexos. El conductor se encuentra ubicado tan próximo a estos espejos como para poder expandir, con un desplazamiento de su cabeza su campo de visión apropiadamente. En cambio, el espejo lateral del lado del acompañante (copiloto) se encuentra suficientemente lejos como para que el campo visual sea fijo, por más que el conductor mueva su cabeza y, por lo tanto, un espejo convexo es deseable para expandir el campo visual.
En su configuración típica, el espejo retrovisor se encuentra fijo en la parte superior del parabrisas, en un montaje universal que permite que pueda rotarse. Algunos modelos de vehículos poseen el espejo retrovisor montado en la parte superior del tablero. Para ajustar la posición del espejo, se recomienda sentarse en el asiento del conductor en la misma posición que se utiliza para conducir. La utilidad de los espejos puede verse disminuida en vehículos que poseen grandes spoilers o ventanas posteriores de dimensiones reducidas, obstrucciones en el asiento trasero o en los que arrastran un remolque. Los espejos retrovisores interiores están diseñados para desprenderse fácilmente durante un choque, a fin de minimizar el daño a un ocupante del vehículo que pudiese ser desplazado y golpearse contra el espejo.

## Bicicletas
Algunas bicicletas poseen espejos retrovisores, aunque es más usual que las motocicletas tengan este tipo de dispositivos.